# Klan doniecki
Klan doniecki – umowna nazwa grupy finansowo-politycznej, zajmującej jedno z czołowych miejsc w ukraińskiej polityce i ekonomii przełomu XX i XXI wieku.
Dzieli się na dwie podgrupy:
- „Stary klan doniecki” – przedstawicielami jej są: Juchym Zwiahilskyj, Mykoła Azarow, Wiktor Janukowycz, Wołodymyr Bojko, czyli tzw. „czerwoni dyrektorzy” (działacze gospodarczo-polityczni z czasów komunistycznych)
- „Nowy klan doniecki” – jest to grupa Rinata Achmetowa, która zdobyła wysokie stanowiska w Donbasie w połowie lat 90. XX wieku.

Klan doniecki rządził Ukrainą czterokrotnie:
- w latach 1993–1994 za rządów premiera Zwiahilskiego
- w latach 2003–2004 za czasów pierwszego rządu Janukowycza
- w latach 2006–2007 za czasów drugiego rządu Janukowycza
- w latach 2010 - 2014 za czasów rządów Azarowa

Politycznymi celami klanu donieckiego jest:
- uznanie języka rosyjskiego na Ukrainie za drugi język urzędowy
- federalizacja Ukrainy
- rozwój powiązań politycznych i gospodarczych z Rosją